# Magraners
Els Magraners (también conocido en sus inicios popularmente como Los Mangraners) es un barrio de Lérida. Se sitúa fuera del casco urbano de la ciudad, cerca del polígono industrial del Segre y polígono industrial El Camino de los Frailes. 
El barrio fue creado en 1948 por emigrantes andaluces sobre los terrenos del antiguo aeródromo del Real Aeroclub de Lérida. Durante décadas el barrio sufrió graves carencias en equipamientos y servicios públicos. La electricidad llegó a las casas en 1955 y hasta 1974 no se garantizó el suministro regular de agua potable. 

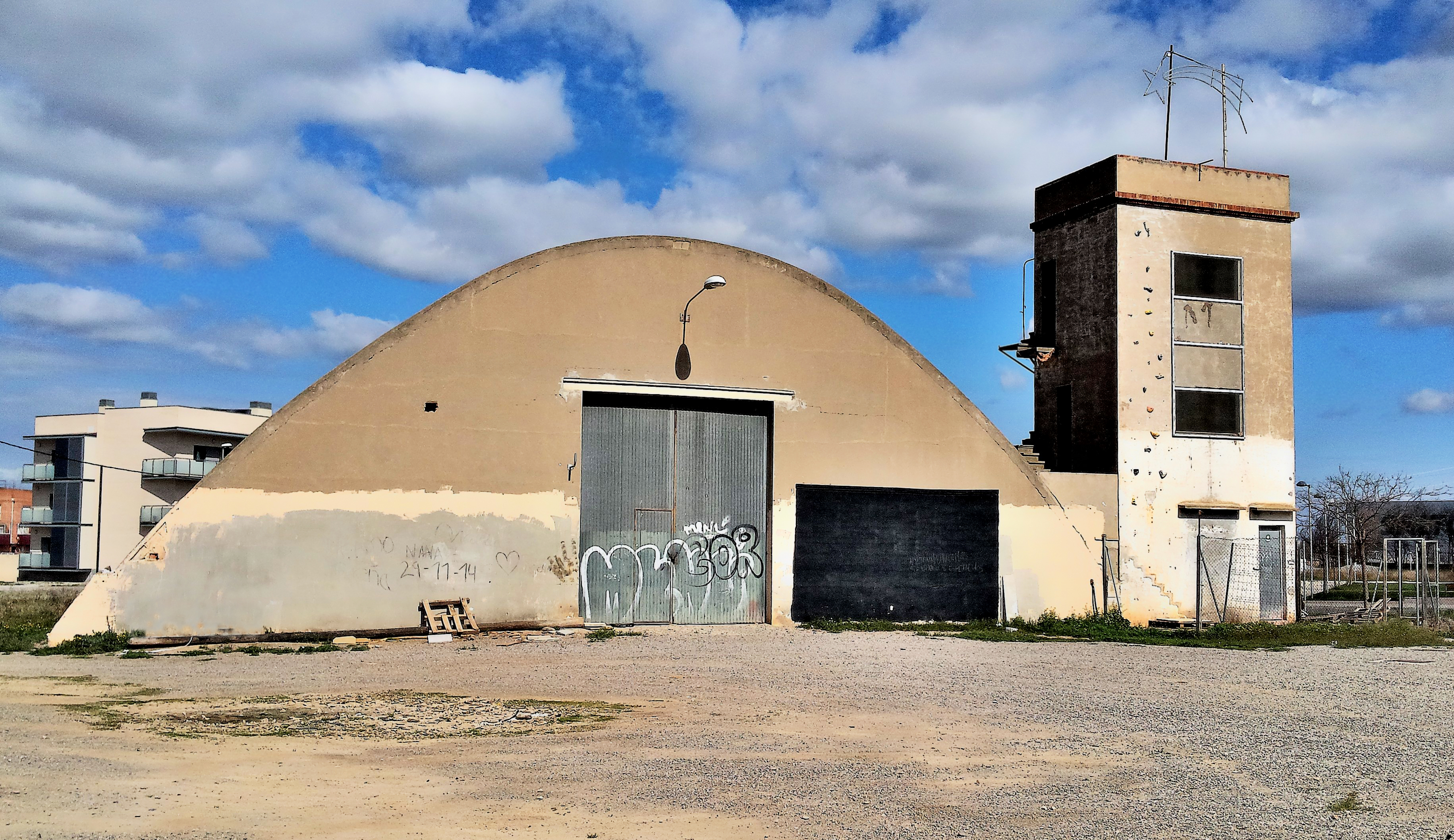
Hangar proyecto del arquitecto: Mariano Gomà Pujades (Magraners-Lérida-1937)

## Actividades culturales y deportivas
La fiesta mayor del barrio, en honor al patrón San José Obrero, se celebra el 1 de mayo.
El equipo local de fútbol, el Club Deportivo Magraners, cuenta con un campo de césped artificial de propiedad municipal.
Con motivo de las fiestas navideñas, se celebra "El pesebre viviente de Lérida" (el segundo más antiguo de Cataluña) desde 1963. En los últimos años esta representación religiosa se caracteriza por los decorados construidos con todo tipo de materiales reciclados. En la pandemia dejó de representarse y no se ha recuperado posteriormente, por lo que no es posible verlo actualmente.